# Dave Proosten
Dave Proosten (Venlo, 2 mei 1985) is een Nederlands darter.
Proosten deed in 2021 voor het eerst mee aan Q-School van de PDC, hierin eindigde hij als 19e op de Order of Merit, waardoor hij net geen Tourcard behaalde. Proosten mocht echter door zijn hoge ranking meedoen aan zeven Players Championship toernooien in 2021.
Proosten is al jaren speler van Dart Team Venlo. Met dit team werd hij in 2004 winnaar van de Superleague van de Nederlandse Dartsbond.
In 2022 deed Proosten mee aan de World Masters. Daar haalde hij de kwartfinale door onder meer Ricky Nauman, Heine Uuldriks en Andy Baetens te verslaan. In de kwartfinale verloor Proosten met 2-5 van uiteindelijke winnaar Wesley Plaisier.

## Dagelijks leven
Proosten is eigenaar van een dartsspeciaalzaak in het Limburgse Roggel.